# Dhaalu

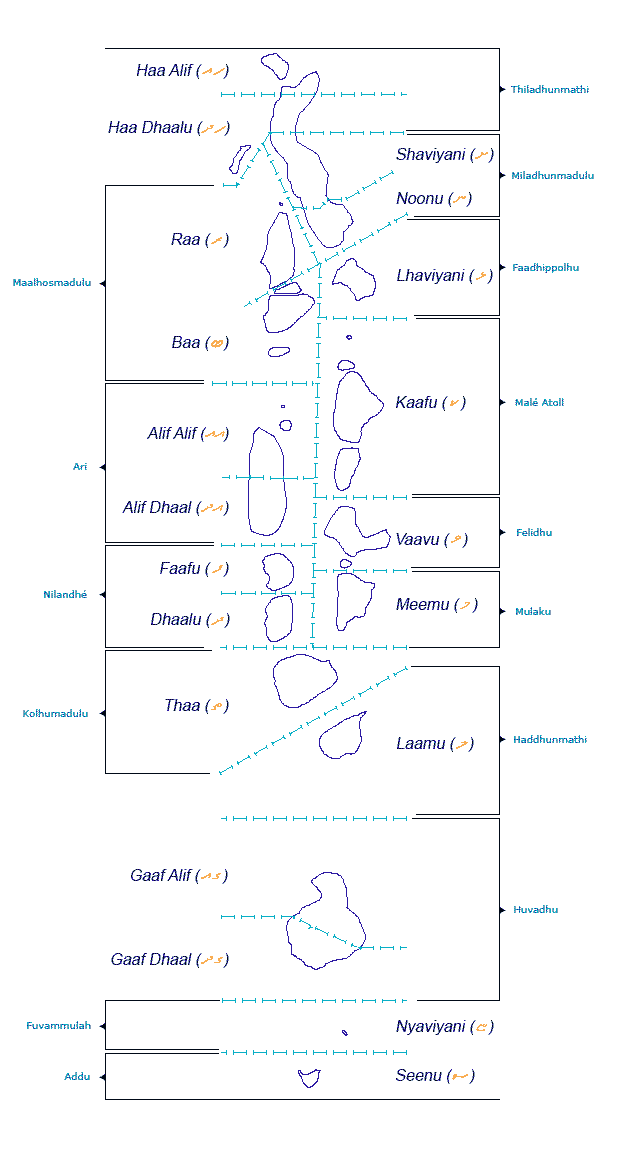
Podział administracyjny Malediwów

Dhaalu – atol administracyjny, jedna z 21 jednostek administracyjnych Malediwów. Oficjalna nazwa to: Nilandhe Atholhu Dhekunuburi.

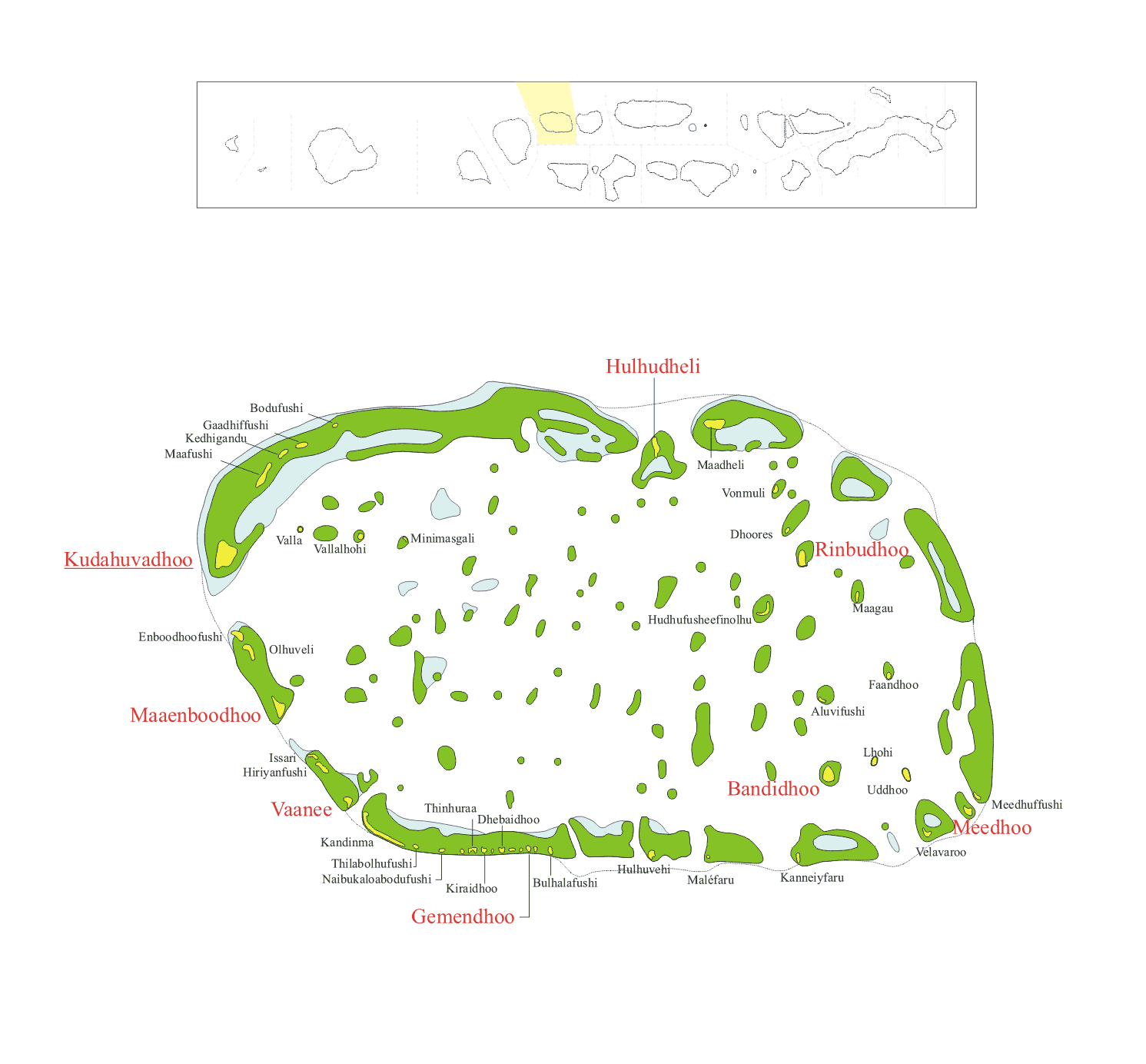
Dhaalu

Obejmuje swym terytorium atol Nilandhe Dhekunuburi, a jego stolicą jest Kudahuvadhoo. W 2006 zamieszkiwało tutaj 4967 osób.